# نيكولا دال بوسكو
نيكولا دال بوسكو (بالإيطالية: Nicola Dal Bosco)‏ (1 مايو 1987 بسكيو في إيطاليا - ) هو لاعب كرة قدم إيطالي في مركز الهجوم. لعب مع نادي فيتشينزا ونادي لوميتساني وUS Poggibonsi ‏ وPolisportiva Alghero ‏ وAC Mezzocorona ‏ وSS Villacidrese Calcio ‏ وAC Rodengo Saiano ‏.

## وصلات خارجية
- نيكولا دال بوسكو على موقع قاعدة بيانات كرة القدم.إي يو (الإنجليزية)